# Wynne Prakusya
Wynne Prakusya (Surakarta, 26 aprile 1981) è un'ex tennista indonesiana.

## Carriera
In carriera ha vinto 2 titoli di doppio, issandosi fino alla 24ª posizione. Nei tornei del Grande Slam ha ottenuto il suo miglior risultato raggiungendo i quarti di finale di doppio misto agli Australian Open nel 2003, in coppia con il sudafricano David Adams.
Nel 2000 ha rappresentato in singolare l'Indonesia alle Olimpiadi di Sydney, dove è uscita al primo turno.
In Fed Cup ha giocato un totale di 82 partite, ottenendo 61 vittorie e 21 sconfitte.

## Statistiche

### Doppio

#### Vittorie (2)
| Numero | Anno             | Torneo                             | Superficie | Compagna  | Avversarie in finale                 | Punteggio     |
| 1.     | 29 luglio 2001   | Bank of the West Classic, Stanford | Cemento    | Janet Lee | Nicole Arendt Caroline Vis           | 3-6, 6-3, 6-3 |
| 2.     | 16 febbraio 2003 | Qatar Total Open, Doha             | Cemento    | Janet Lee | María Vento-Kabchi Angelique Widjaja | 6-1, 6-3      |

### Doppio

#### Finali perse (5)
| Numero | Anno              | Torneo                                       | Superficie | Compagna          | Avversarie in finale                 | Punteggio     |
| 1.     | 25 febbraio 2001  | IGA U.S. Indoor Championships, Oklahoma City | Cemento    | Janet Lee         | Amanda Coetzer Lori McNeil           | 3-6, 6-2, 0-6 |
| 2.     | 30 settembre 2001 | Commonwealth Bank Tennis Classic, Bali       | Cemento    | Janet Lee         | Evie Dominikovic Tamarine Tanasugarn | 7-6, 2-6, 3-6 |
| 3.     | 7 ottobre 2001    | Japan Open Tennis Championships, Tokyo       | Cemento    | Janet Lee         | Liezel Huber Rachel McQuillan        | 2-6, 0-6      |
| 4.     | 11 novembre 2001  | Pattaya Women's Open, Pattaya                | Cemento    | Liezel Huber      | Åsa Carlsson Iroda Tulyaganova       | 6-4, 3-6, 3-6 |
| 5.     | 9 novembre 2003   | Pattaya Women's Open, Pattaya                | Cemento    | Angelique Widjaja | Li Ting Sun Tiantian                 | 4-6, 3-6      |

### Risultati in progressione
| Sigla | Risultato               |
| ----- | ----------------------- |
| V     | Vincitore               |
| F     | Finalista               |
| SF    | Semifinalista           |
| O     | Oro olimpico            |
| A     | Argento olimpico        |
| SF    | Bronzo olimpico         |
| QF    | Quarti di Finale        |
| 4T    | Quarto turno            |
| 3T    | Terzo turno             |
| 2T    | Secondo turno           |
| 1T    | Primo turno             |
| RR    | Round Robin             |
| LQ    | Turno di qualificazione |
| A     | Assente                 |
| ND    | Non disputato           |

| Legenda superfici    |
| -------------------- |
| Cemento              |
| Terra battuta        |
| Erba                 |
| Superficie variabile |

#### Singolare nei tornei del Grande Slam
| Torneo          | 2001 | 2002 | 2003 | 2004 | 2005 | 2006 | 2007 |
| --------------- | ---- | ---- | ---- | ---- | ---- | ---- | ---- |
| Australian Open | A    | 1T   | 1T   | A    | A    | A    | A    |
| Open di Francia | 1T   | 2T   | 1T   | A    | A    | A    | A    |
| Wimbledon       | 1T   | 2T   | A    | A    | A    | A    | A    |
| US Open         | 2T   | 1T   | A    | A    | A    | A    | A    |

#### Doppio nei tornei del Grande Slam
| Torneo          | 2001 | 2002 | 2003 | 2004 | 2005 | 2006 | 2007 |
| --------------- | ---- | ---- | ---- | ---- | ---- | ---- | ---- |
| Australian Open | 2T   | 2T   | 2T   | 1T   | A    | A    | A    |
| Open di Francia | 2T   | 1T   | 1T   | A    | A    | A    | A    |
| Wimbledon       | 1T   | 3T   | 2T   | 2T   | A    | A    | A    |
| US Open         | 1T   | 2T   | 1T   | A    | A    | A    | A    |

#### Doppio misto nei tornei del Grande Slam
| Torneo          | 2001 | 2002 | 2003 | 2004 | 2005 | 2006 | 2007 |
| --------------- | ---- | ---- | ---- | ---- | ---- | ---- | ---- |
| Australian Open | A    | A    | QF   | A    | A    | A    | A    |
| Open di Francia | A    | 1T   | 1T   | A    | A    | A    | A    |
| Wimbledon       | A    | 3T   | 1T   | A    | A    | A    | A    |
| US Open         | A    | A    | A    | A    | A    | A    | A    |